# Ceroplesis signata
Ceroplesis signata är en skalbaggsart som beskrevs av Waterhouse 1890. Ceroplesis signata ingår i släktet Ceroplesis och familjen långhorningar.
Artens utbredningsområde är Rwanda. Inga underarter finns listade i Catalogue of Life.